# Línea 3 (EMT Málaga)
La Línea 3 de la Empresa Malagueña de Transportes (EMT) es una línea de autobús urbano de la ciudad de Málaga que conecta el barrio de Puerta Blanca (Carretera de Cádiz) con el barrio de El Palo (Málaga Este).

## Características
La línea 3 es una línea transversal que recorre Málaga desde el extremo oeste hasta el extremo este, conectando la barriada de Puerta Blanca (Carretera de Cádiz) con El Palo (Málaga Este). Ha sido desde su creación la línea de autobús histórica y señera de la Carretera de Cádiz. El tiempo completo de trayecto puede superar los 50 minutos en hora punta. Es muy utilizada en la primera parte de su recorrido (Puerta Blanca – Paseo del Parque) por todos los barrios de gran densidad de la Carretera Cádiz, ya que dirección a El Palo y al este de la ciudad es la línea 11 la que canaliza la mayor parte de viajeros al hacer el trayecto con mayor rapidez. 
La línea se creó en los años 1950 para servir al oeste de la ciudad, mientras que su recorrido tal y como discurre actualmente por la Carretera de Cádiz se configuró cuando se clausuró la última línea de tranvía de la ciudad, que conectaba Huelin con la Misericordia. Hasta 2013 la línea finalizaba en la plaza del General Torrijos, en el Paseo del Parque, sin embargo, apostando por las megalíneas, se decidió ampliarla hasta El Palo siguiendo el recorrido que realiza la línea N1 en horario nocturno. 
Es una de las líneas más utilizadas de toda la red de la EMT y además es también la más rentable de todas. Debido a esto, muchos viajeros buscan alternativas más rápidas para evitar la línea 3 dependiendo del destino, en el tramo Alameda - Puerta Blanca, se pueden utilizar las líneas 5, 9 y 10 que tardan cinco minutos menos en alcanzar la Carretera de Cádiz; para ir desde la Alameda hasta Pedregalejo existe la línea 34, que hace el camino directo con mayor rapidez y con autobuses más vacíos; mientras que hasta El Palo se encuentra la línea 11, que ha sido la línea histórica hacia dicha barriada desde su creación y que recientemente se ha ampliado hasta Teatinos.
Esta línea recorre en su totalidad el principal eje horizontal de la ciudad: la avenida Velázquez, Héroe de Sostoa, Cuarteles, Alameda Principal, Paseo del Parque, Paseo de Reding, la avenida de Príes, la avenida Pintor Joaquín Sorolla y finalmente la avenida Juan Sebastián Elcano. 

### Frecuencias
| de lunes a viernes laborables |           |
| de 6:15 a 23:35               | 10-12 min |
| sábados laborables            |           |
| de 6:15 a 23:35               | 12-15 min |
| domingos y festivos           |           |
| de 6:15 a 23:35               | 11-15 min |

### Material asignado
Los autobuses asignados a la línea 3 son articulados.
- MAN A22 LION'S CITY - NL323F NEW CITY EFFICIENT HYBRID

## Recorrido y paradas

### Sentido Puerta Blanca
La línea comienza en la carretera de Olías, entre los barrios de El Palo y El Candado. 
Atraviesa la Ctra. de Almería, la Avd. Juan Sebastián Elcano y la Avd. Pintor Joaquín Sorolla prácticamente en línea recta discurriendo por los barrios de El Palo y Pedregalejo, entre otros. Tras cruzar el Paseo de Sancha alcanza su recorrido en el Paseo del Parque. Se dirige hacia la Alameda Principal, entrando por la calzada central. Sale de ella para seguir por la Avenida de Andalucía e incorporarse dando un rodeo por Hacienda a calle Hilera y desde allí a calle Cuarteles. Sigue por calle Cuarteles hacia la estación de Málaga-María Zambrano. Desde aquí, sigue por Héroe de Sostoa. Sigue por la Avenida de Velázquez, pasando por las barriadas de El Torcal, Vistafranca, La Luz y Belén. En Belén, gira a la derecha hacia la Avenida de los Guindos, que sigue hasta el Camino del Pato. Por la primera a la derecha, gira hacia la derecha, por Avda. de Gregorio Diego.
Finaliza en la parada que está situada justo frente por frente al mercado municipal de Puerta Blanca, en la avenida de Gregorio Diego. 
| Código | Parada                                       | Común con              | Otras conexiones              |
| ------ | -------------------------------------------- | ---------------------- | ----------------------------- |
| 1151   | CTRA. DE OLÍAS – EL PALO                     | 29                     |                               |
| 1152   | Ctra. de Olías – Pelusa                      |                        |                               |
| 1153   | Ctra. de Almería – Chanquete                 | 8 11 29 N1             |                               |
| 1154   | Ctra. de Almería – Edif. Bahía               | 8 11 29 N1             |                               |
| 1155   | Av. Juan Sebastián Elcano – Iglesia          | 8 11 N1                |                               |
| 1156   | Av. Juan Sebastián Elcano – Echevarria       | 8 11 N1                |                               |
| 1157   | Av. Juan Sebastián Elcano – Arroyo Jaboneros | 8 11 N1                |                               |
| 1158   | Av. Juan Sebastián Elcano – Las Acacias      | 8 11 34 N1             |                               |
| 1159   | Av. Juan Sebastián Elcano – Los Galanes      | 8 11 34 N1             |                               |
| 1160   | Av. Juan Sebastián Elcano – Pedregalejo      | 8 11 33 34 N1          |                               |
| 1161   | Av. Juan Sebastián Elcano – Vicente Espinel  | 8 11 33 34 N1          |                               |
| 1162   | Av. Juan Sebastián Elcano – Cerrado Calderón | 8 11 33 34 N1          |                               |
| 1163   | Av. Pintor J. Sorolla – El Morlaco           | 11 33 34 N1            |                               |
| 1164   | Av. Pintor J. Sorolla – Bellavista           | 11 33 34 N1            |                               |
| 1165   | Av. Pintor J. Sorolla – Miramar              | 11 33 34 N1            |                               |
| 1166   | Av. Pintor J. Sorolla – El Limonar           | 11 33 34 N1            |                               |
| 1167   | Paseo de Sancha – Monte Sancha               | 11 32 33 34 35 N1      |                               |
| 1168   | Paseo de Sancha – La Caleta                  | 11 32 33 34 35 N1      |                               |
| 1169   | Av. Príes – Cementerio Inglés                | 11 32 33 34 35 N1      |                               |
| 1170   | Paseo de Reding – Plaza de Toros             | 11 32 33 34 35 N1      |                               |
| 302    | Paseo del Parque                             | 11 32 33 34 35 N1      |                               |
| 303    | Paseo del Parque – Plaza de la Marina        | 11 A C1 N1             |                               |
| 370    | Alameda Principal Norte                      | N1                     | Atarazanas                    |
| 305    | Avenida de Andalucía – Hacienda              | 1 5 9 10 C1 N1         |                               |
| 306    | Cuarteles – Perchel                          | 1 5 9 10 91 C1 N1      | Málaga-Centro-Alameda         |
| 307    | Cuarteles – Eslava                           | 1 5 7 9 10 20 27 C1 N1 |                               |
| 308    | Héroe de Sostoa – Estación                   | 1 5 9 10 N1            | Intercambiador María Zambrano |
| 309    | Héroe de Sostoa – La Isla                    | 1 5 7 9 10 27 N1       | La Isla                       |
| 310    | Héroe de Sostoa – Jardín de la Abadía        | 1 5 7 9 10 27 N1       | M-110 M-113                   |
| 312    | Héroe de Sostoa – Obras Públicas             | 1 5 7 9 10 27 A N1     | Princesa-Huelin               |
| 313    | Héroe de Sostoa – Bda. Girón                 | 5 9 10 22 27 31 N1     |                               |
| 314    | Av. de Velázquez – Bda. El Torcal            | 5 9 10 22 27 31 N1     | El Torcal                     |
| 315    | Av. de Velázquez – Vistafranca               | 5 9 10 22 27 31 N1     | M-110 M-113                   |
| 316    | Av. de Velázquez – Bda. La Luz               | 5 9 10 22 27 31 A N1   | La Luz-La Paz                 |
| 317    | Av. de Velázquez – Bda. Belén                | 5 9 10 22 31 N1        |                               |
| 318    | Av. de los Guindos                           |                        |                               |
| 319    | Camino del Pato                              |                        |                               |
| 320    | Av. Gregorio Diego                           |                        |                               |
| 351    | PUERTA BLANCA – GREGORIO DIEGO               |                        |                               |

### Sentido El Palo (Olías)
El trayecto comienza en la avenida de Gregorio Diego, en la barriada de Puerta Blanca (Carretera de Cádiz), frente al mercado de la misma. 
Continúa por la Avda. de Gregorio Diego hasta llegar a la Carretera de Cádiz. Se incorpora a ésta girando hacia la derecha. Continúa por Avda. de Velázquez atravesando las barriadas de Los Guindos, La Paz, Vistafranca y El Torcal. Al llegar a Girón, gira a la derecha por la Avenida de la Paloma y al final de ésta, tuerce a la izquierda por la Avda. Sor Teresa Prat. Sigue por esta vía, llega a calle La Hoz y pasa a calle Ayala, recorriendo Huelin y Jardín de la Abadía. Al llegar a la estación de Málaga-María Zambrano, toma calle Salitre hasta el final, donde recorre el Pasillo del Matadero hasta la Avenida de la Aurora. Da la vuelta al edificio de Correos para incorporarse a la Avda. de Andalucía. Ya aquí, sigue por la Alameda y, al final de ésta, toma el Paseo del Parque hasta el final. Continúa por el Paseo de Reding, el Paseo de Sancha, la Avd. Pintor Joaquín Sorolla y la Avd. Juan Sebastián Elcano, en la barriada de El Palo. 
En la Ctra. de Almería gira a la izquierda para subir hasta la Ctra. de Olías, donde encuentra su cabecera, cerca del barrio de El Candado.
| Código | Parada                                             | Común con            | Otras conexiones      |
| ------ | -------------------------------------------------- | -------------------- | --------------------- |
| 351    | PUERTA BLANCA – GREGORIO DIEGO                     |                      |                       |
| 352    | Av. Gregorio Diego                                 |                      | Puerta Blanca         |
| 353    | Av. de Velázquez – Los Guindos                     | 5 9 10 22 27 31 N1   |                       |
| 354    | Av. de Velázquez – Bda. La Paz                     | 5 9 10 22 27 31 A N1 | La Luz-La Paz         |
| 355    | Av. de Velázquez – Vistafranca                     | 5 9 10 22 27 31 N1   |                       |
| 356    | Av. de Velázquez – El Torcal                       | 5 9 10 22 27 31 N1   | El Torcal             |
| 357    | Av. de la Paloma – Bda. Girón                      | 5 9 10 27 31 N1      |                       |
| 1259   | La Hoz – Mercado de Huelin                         | 1 5 7 9 10 27 A N1   | M-110 M-113           |
| 360    | Ayala – Jardín de la Abadía                        | 3 5 7 9 10 27 N1     | M-110 M-113           |
| 361    | Ayala – Iglesia                                    | 3 5 7 9 10 27 N1     |                       |
| 362    | Ayala – Los Arcos                                  | 3 5 7 9 10 27 A N1   | M-110 M-113           |
| 368    | Salitre – Jacinto Verdaguer                        | 3 5 7 9 10 C2 N1     |                       |
| 364    | Salitre – Pasillo del Matadero                     | 3 5 7 9 10 C2 N1     |                       |
| 253    | Av. de la Aurora – Correos                         | 1 3 20 C2 N1         | Málaga-Centro-Alameda |
| 322    | Alameda Principal Sur                              | 8 11 N1              | Atarazanas            |
| 1122   | Paseo del Parque – Plaza de la Marina              | 8 11 N1              |                       |
| 1123   | Paseo del Parque – Ayuntamiento                    | 8 11 32 33 34 35 N1  |                       |
| 1103   | Paseo de Reding – Plaza de Toros                   | 11 32 33 34 35 N1    |                       |
| 1104   | Paseo de Reding – Keromnes                         | 11 32 33 34 35 N1    |                       |
| 1105   | Paseo de Sancha – La Caleta                        | 11 32 33 34 35 N1    |                       |
| 1106   | Paseo de Sancha – Monte Sancha                     | 11 32 33 34 35 N1    |                       |
| 1107   | Av. Pintor J. Sorolla – El Limonar                 | 11 32 33 34 C3 N1    |                       |
| 1108   | Av. Pintor J. Sorolla – Miramar                    | 11 33 34 N1          |                       |
| 1109   | Av. Pintor J. Sorolla – Bellavista                 | 11 33 34 N1          |                       |
| 1110   | Av. Pintor J. Sorolla – El Morlaco                 | 11 33 34 N1          |                       |
| 1111   | Bolivia – Baños del Carmen                         | 8 11 34 N1           |                       |
| 1124   | Av. Juan Sebastián Elcano – Pez Plata              | 8 11 N1              |                       |
| 1125   | Av. Juan Sebastián Elcano – Pedregalejo            | 8 11 N1              |                       |
| 1127   | Av. Juan Sebastián Elcano – Los Galanes            | 8 11 N1              |                       |
| 1135   | Av. Juan Sebastián Elcano – Las Acacias            | 8 11 N1              |                       |
| 1128   | Av. Juan Sebastián Elcano – Arroyo Jaboneros       | 8 11 N1              |                       |
| 1129   | Av. Juan Sebastián Elcano – Pintor Enrique Florido | 8 11 N1              |                       |
| 1130   | Av. Juan Sebastián Elcano – Echevarria             | 8 11 N1              |                       |
| 1131   | Av. Juan Sebastián Elcano – Iglesia                | 8 11 N1              |                       |
| 1132   | Ctra. de Almería – Padre Coloma                    | 8 11 N1              |                       |
| 1120   | Ctra. de Olías                                     | 29                   |                       |
| 1121   | Ctra. de Olías – Colegio                           | 29                   |                       |
| 1151   | CTRA. DE OLÍAS – EL PALO                           | 29                   |                       |

## Servicios especiales

### Feria
Durante la Feria de Málaga, la línea 3 de la EMT, a partir de las 20:00 de la tarde se divide en dos líneas, en la línea 3A que presta servicio como «Puerta Blanca – Feria» y en la línea 3B «Huelin – Feria», conectando así todos barrios a los que daba servicio antes de su prolongación hasta El Palo con el Cortijo de Torres (Real de la Feria). 

### Semana Santa
En Semana Santa y con motivo del cierre al tráfico del eje Alameda Principal–Paseo del Parque debido a los desfiles procesionales, la línea 3 traslada sus paradas en la Alameda Principal al Muelle Heredia en sentido El Palo y al Paseo de los Curas en sentido Puerta Blanca. 

## Galería de imágenes

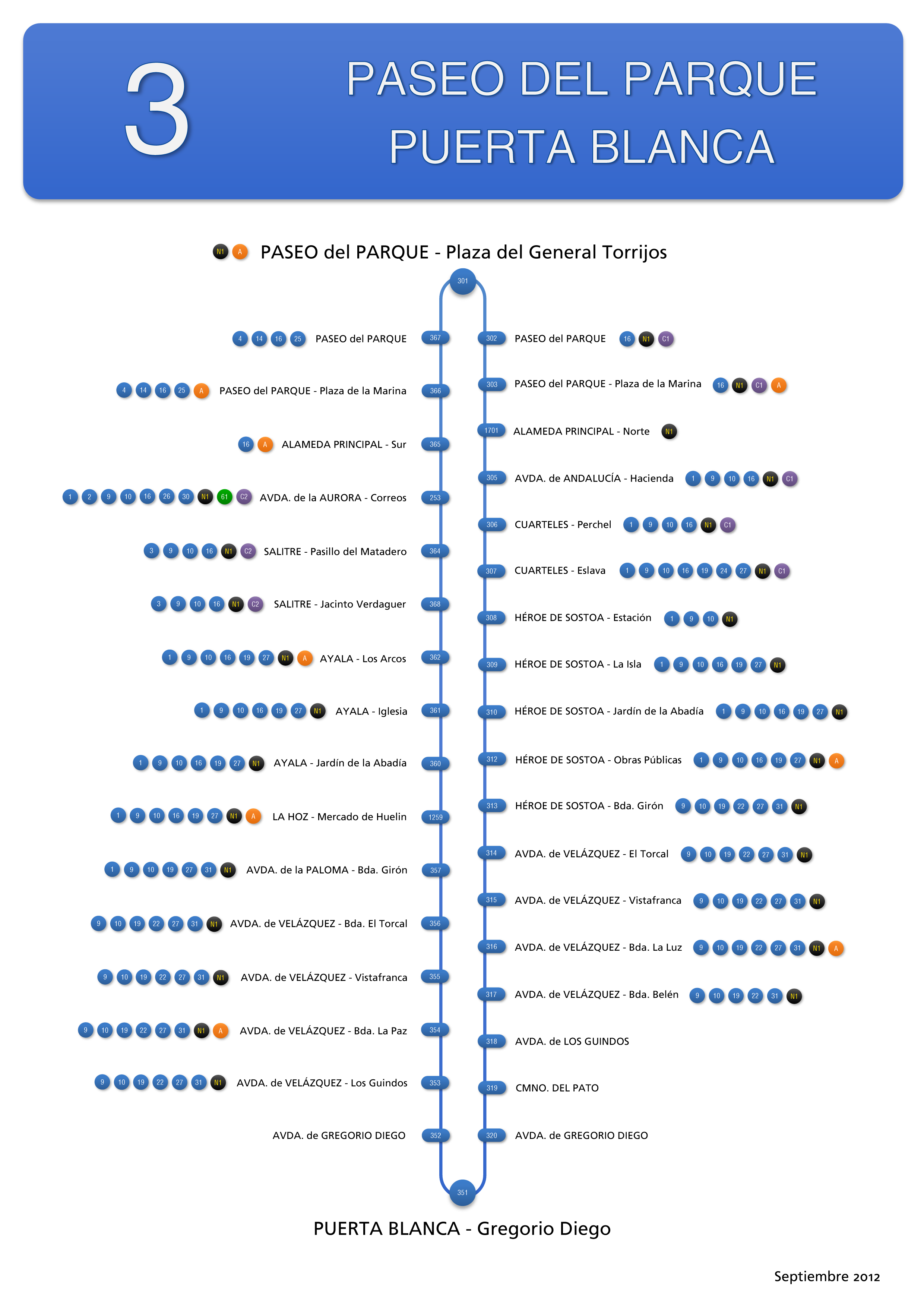
Esquema (desactualizado) de las paradas de la línea 2.
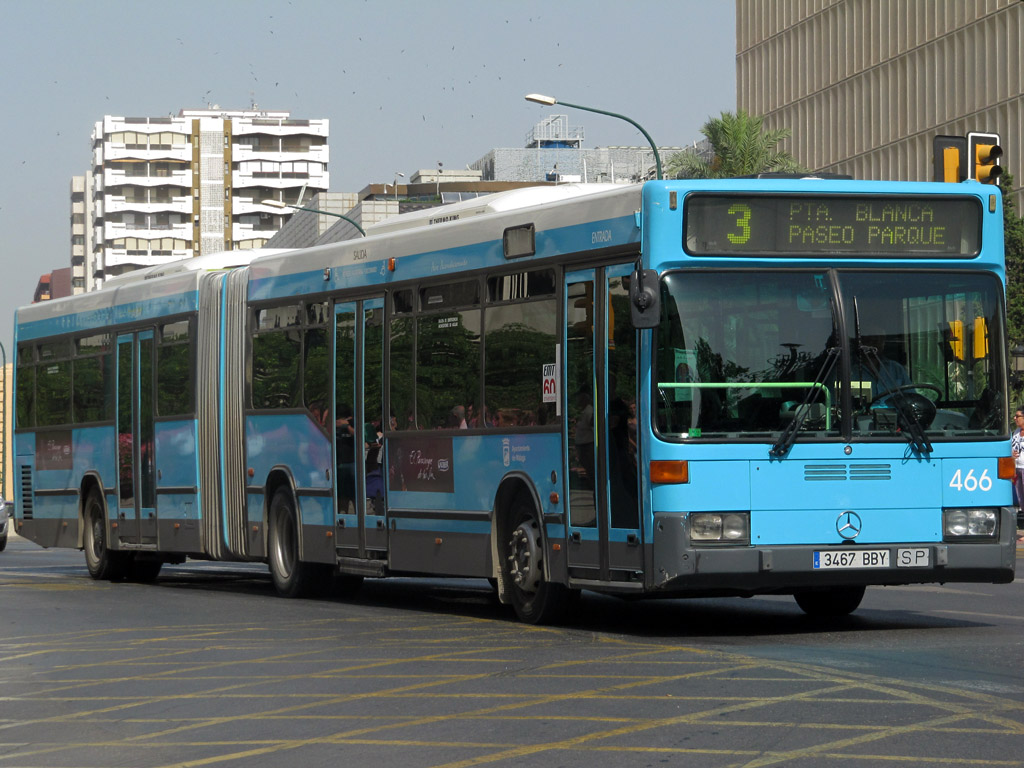
Un autobús de la línea 3 por el puente de Tetuán.
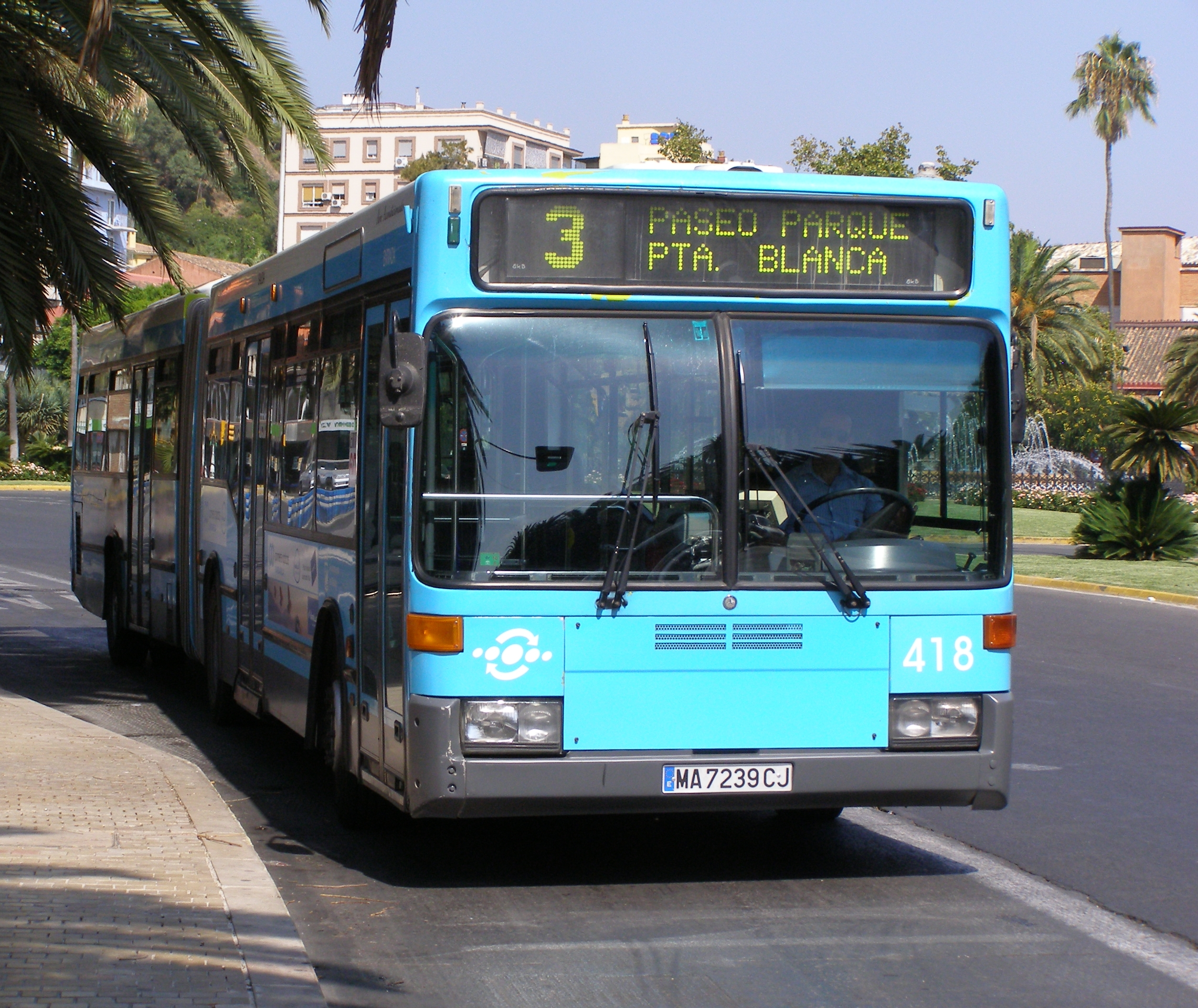
Un autobús de la línea 3 en el Paseo del Parque